# Алонсо Берругете
Алонсо Берругете, Алонсо Гонсалес де Берругете (ісп. Alonso Berruguete, 1480, Паредес-де-Нава, провінція Паленсія — 1561, Толедо) — іспанський скульптор, живописець-маньерист і архітектор іспанського Відродження.

## Біографія
Алонсо Берругете народився в родині художника Педро Берругете, після смерті батька навчався в Італії (Рим, Флоренція), був знайомий з Браманте і Леонардо да Вінчі, як живописець зазнав впливу Понтормо, знав творчість Мікеланджело. Вплив останнього простежується в роботах Берругете, однак він не може приховати індивідуальності іспанця. Після повернення на батьківщину в 1517 році Берругете багато працював як живописець (став придворним художником Карла V), але кращі його роботи — скульптурні. Він працював в таких містах, як Авіла, Бургос, Вальядолід, Мадрид, Гранада, Толедо. У кастильских традиціях він використовував як матеріал дерево, часто користуючись його поліхромним розписом.

## Творчість
Податливе дерево дозволило скульпторові передати в зламаних формах, в різких поворотах фігур («Патріарх», «Св. Себастьян», «Мойсей» та ін.) люту іноді барочну напруженість, яка була характерна для іспанців цієї епохи і настільки далеку від спокійної мощі подібних італійських зразків. Багато в чому саме творчості Берругете зобов'язана своїм розквітом у XVII ст. знаменита дерев'яна поліхромна скульптура, трагічна і натуралістична одночасно, тематично пов'язана, по більшій частині, з пристрастями Ісуса Христа.